# Juan Ferrara
Juan Ferrara (Guadalajara, Jalisco, Mexikó, 1943. november 8. –) mexikói színész.

## Élete és pályafutása
1943. november 9-én született. Édesanyja Ofelia Guilmáin, színésznő. 
Feleségül vette Alicia Bonet színésznőt, akitől két gyermeke született, de később elváltak. 1968-ban feleségül vette Helena Rojo színésznőt, akitől 1979-ben elvált.

## Filmográfia
- El Hotel de los secretos (2016) ... Lazaro
- Veronica aranya (Lo imperdonable) (2015) ... Jorge Prado Castelo
- Qué pobres tan ricos (2014)
- Que bonito amor (2012-2013) ... Justo Martínez de las Garzas
- A végzet hatalma (La fuerza del destino) (2011) ... Juan Jaime Mondragón
- A szerelem tengere (Mar de amor) (2009-2010) .... Guillermo Briceño
- Verano de amor (2009) .... Othón Villalba
- Pasión (2007-2008) .... Jorge Mancera y Ruiz
- Heridas de amor (2006) .... Gonzalo San Llorente (fiatal)
- Rebelde (2004-2006) .... Franco Colucci
- Hajrá skacok (¡Vivan los niños!) (2002-2003) .... Lic. Mauricio Borbolla
- Infierno en el paraíso (1999) .... Alejandro Valdivia
- Desencuentro (1997) .... Andrés Rivera
- La antorcha encendida (1996) .... Don Pedro de Soto
- María Bonita (1995)
- Valentina (1993) .... Fernando Alcántara
- Valeria y Maximiliano (1991-1992) .... Maximiliano Riva
- Destino (1990) .... Claudio de la Mora
- Victoria (1987) .... José Eduardo de los Santos
- Tanairí (1985) .... Gustavo (1985)
- ¡Laura Guzmán, Culpable! (1983)
- Gabriel y Gabriela (1982) .... Fernando del Valle
- El hogar que yo robé (1981) .... Carlos Valentín Velarde
- Ladronzuela (1978) .... Miguel Ángel
- Viviana (1978) .... Julio Montesinos
- Ven conmigo (1975) .... Guillermo
- El manantial del milagro (1974) .... Carlos
- Mi primer amor (1973) .... Mauricio
- Yesenia (1970) .... Bardo
- La gata (1970) .... Pablo Martínez Negrete
- Lo que no fue (1969) .... Alberto
- Del altar a la tumba (1969)
- Concierto de almas (1969)
- Los inconformes (1968)
- El espejismo brillaba (1966)